# Velocípedo de vapor Roper

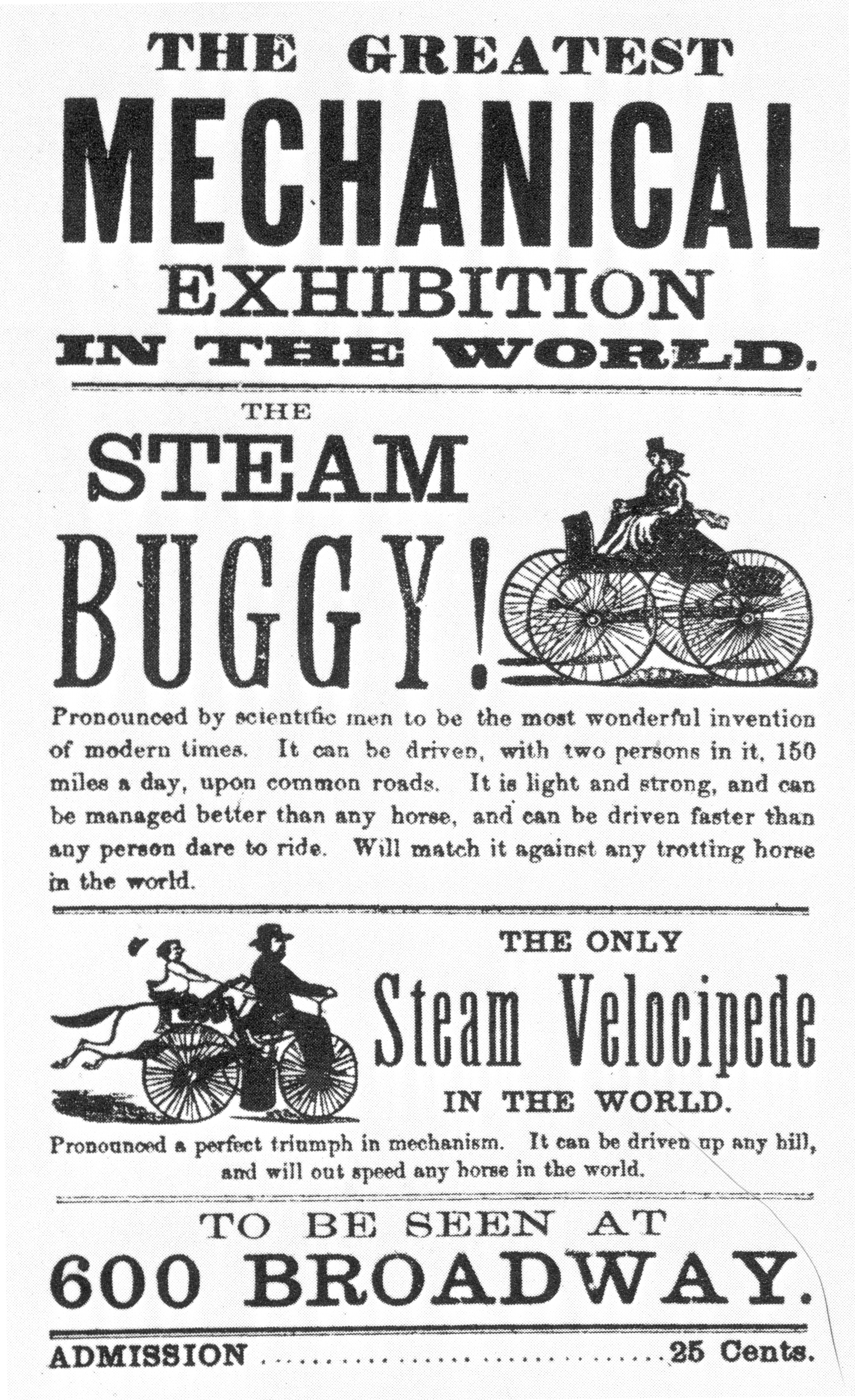
Octavilla anunciando una demostración del velocípedo Roper

El velocípedo de vapor Roper fue un vehículo de dos ruedas con motor de vapor construido por el inventor estadounidense Sylvester H. Roper de Roxbury (Boston), en algún momento entre 1867 y 1869. Es una de las tres máquinas que se han considerado la primera motocicleta, junto con el velocípedo de vapor Michaux-Perreaux, también con fecha de 1867-1869, y el 1885 Daimler Reitwagen. Los historiadores no están de acuerdo sobre si el vehículo de Roper o el de Michaux-Perreaux fueran los primeros. Aunque la Reitwagen surgió muchos años después que los dos biciclos de vapor, a menudo, tal vez con mayor frecuencia, se la conoce como la "primera motocicleta" porque algunos expertos dudan de que un biciclo de vapor cumpla con la definición de motocicleta.
Después de su prototipo inicial de fines de la década de 1860, Roper construyó una versión nueva y revisada en 1884, basada en el estado del arte de aquel momento del tipo de marco de la bicicleta de seguridad. Sylvester Roper murió de un aparente ataque al corazón mientras montaba esta máquina en 1896.
Una máquina Roper de 1869 se exhibe en el Instituto Smithsoniano, y una de 1868 está en manos privadas, después de ser subastada en 2012. Así mismo, un velocípedo Roper de 1894 se exhibió en la muestra del Museo Solomon R. Guggenheim titulada The Art of the Motorcycle en su sede de Las Vegas, y también se mostró en 2011 en la colección del Museo Deeley de Vancouver.

## ¿La primera motocicleta?
Existen reivindicaciones opuestas para el título de la primera motocicleta, dependiendo de si una motocicleta de vapor, o solo una con un motor de combustión interna, cuentan como una verdadera motocicleta, y la incertidumbre sobre cuál de las dos motos de vapor más antiguas, la de Roper o la de Michaux-Perreaux, fue construida primero.

### Fecha

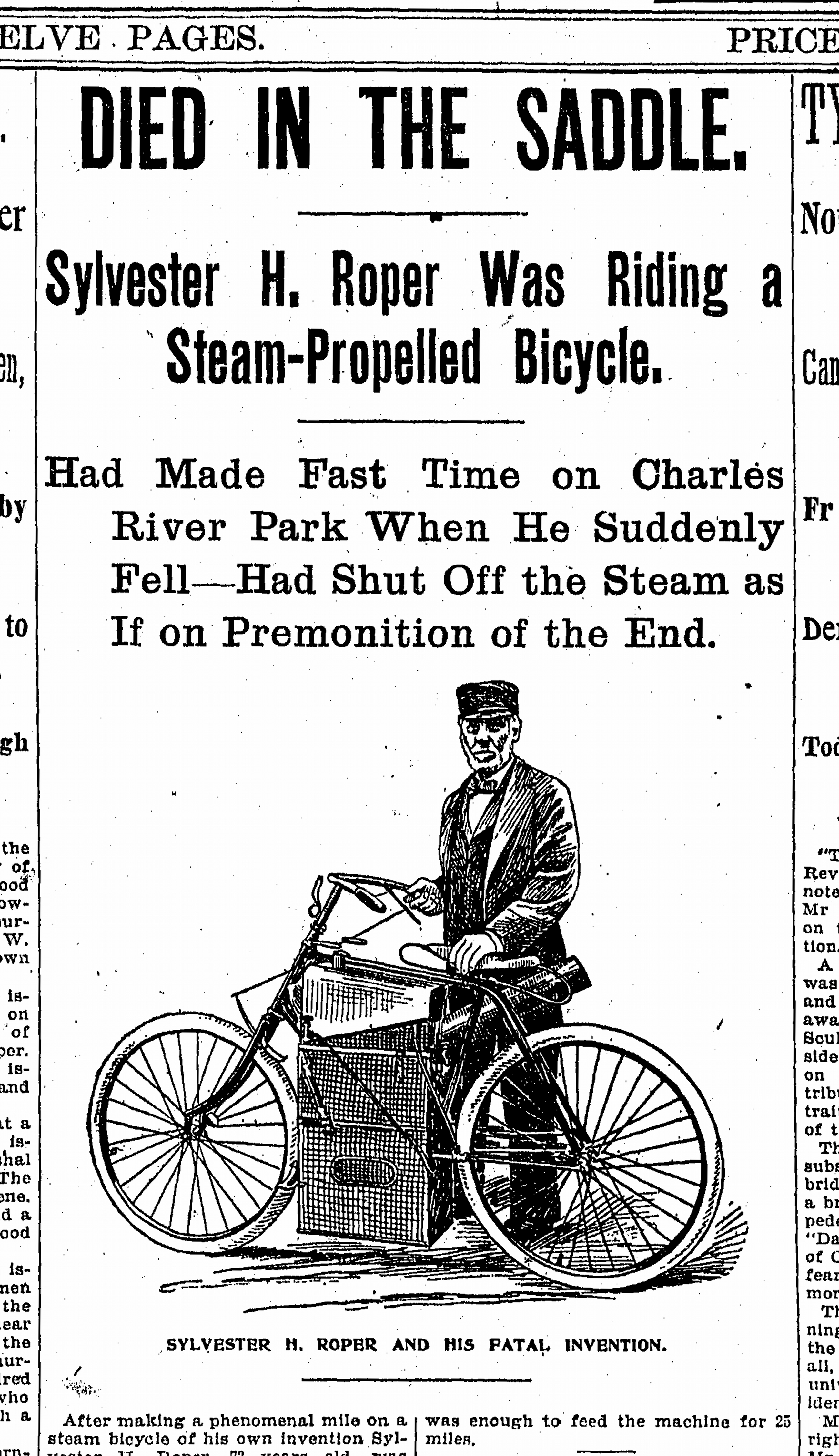
Obituario de Roper en The Boston Globe (1896).

La fecha más temprana considerada para la existencia del velocípedo de vapor Roper es 1867, pero algunos autores defienden que el velocípedo de Michaux-Perreaux también podría haber sido construido en 1867. Los historiadores del motociclismo Charles M. Falco y David Burgess-Wise, y el columnista de la revista "Motorcycle Consumer News", Glynn Kerr, fechan el vehículo de Roper más tarde, en 1868, y el ejemplar del museo Owls Head es de ese año. El Salón de la Fama de la AMA y el especialista del automóvil Mick Walker dataron el velocípedo de vapor de Roper en 1869, de acuerdo con la fecha de la máquina conservada en el Smithsonian. Alan Girdler, de la revista Cycle World, fecha ambos en 1868, mientras que Mick Walker también considera un empate, pero en el año 1869. La revista Classic Bike, del editor Hugo Wilson, afirma que la existencia de una patente de 1869 del biciclo Michaux-Perreaux le da la prioridad, aunque el velocípedo de Roper se construyó en la misma época. Aunque Sylvester Roper obtuvo varias patentes de armas de fuego, maquinaria industrial y otros inventos, no obtuvo patentes para ninguno de sus biciclos o automóviles de vapor.

### ¿Una verdadera motocicleta?
Si la definición de una motocicleta requiere un motor de combustión interna, como afirman el Oxford English Dictionary y otros diccionarios, entonces los dos vehículos de vapor anteriores a 1870 quedan descalificados y la primera motocicleta puede ser el triciclo motorizado de 1882 de Bernardi, o el Reitwagen de Wilhelm Maybach y Gottlieb Daimler, patentado en 1885. La Enciclopedia Británica define una motocicleta como, "cualquier vehículo de dos ruedas o, con menos frecuencia, de tres ruedas, generalmente propulsado por un motor de combustión interna".
Un argumento algo diferente reconoce que, aunque los varios vehículos de vapor de dos y tres ruedas que precedieron al "Reitwagen" podrían haber sido técnicamente motocicletas, ninguno es candidato para el hito histórico de "la primera motocicleta" porque la tecnología que utilizaron no tendría un desarrollo posterior. En cambio, el reconocimiento debe ir a la máquina de combustión interna, la Reitwagen, porque abrió un camino que fue seguido por los miles de motocicletas exitosas construidas posteriormente en el siglo XX. Como señala el editor de la revista Cycle World, Kevin Cameron, "La historia recuerda las cosas que tienen éxito, no las que fallan".
Sin embargo, Allan Girdler y Glynn Kerr siguen favoreciendo al biciclo de Roper, incluso según el criterio de Cameron. La razón, dicen, es que de hecho fue pionera en tecnologías de la motocicleta exitosas, incluido el control del acelerador en la empuñadura y la geometría del bastidor y la colocación del motor utilizada por la motocicleta tal como la conocemos hoy en día, mientras que la Reitwagen era extremadamente tosca, no aplicaba los principios bien entendidos de la geometría de bicicletas y motocicletas y giraba apoyándose en dos ruedas laterales auxiliares, ignorando con la utilización de una horquilla completamente vertical los conceptos geométricos de lanzamiento y de avance que posibilitan la estabilidad dinámica de un biciclo. Esta sutil ingeniería hace posible que el conductor gire la bicicleta o la motocicleta por la contra intuitiva y típicamente inconsciente técnica de contravolante, en la que el manillar se gira ligeramente en sentido contrario al del giro de la trayectoria, lo que facilita que el vehículo se incline hacia el lado correcto antes de negociar una curva. David Burgess-Wise calificó el Reitwagen de Daimler-Maybach como "una burda improvisación", señalando que "como bicicleta, tenía 20 años de retraso".

## Versión de 1867-1869
Según el Smithsonian, el primer velocípedo de Roper de 1867-1869 usaba un marco construido al efecto (en lugar de adaptar un marco de velocípedo existente) para acoplarle una máquina de vapor, aunque una nota de un periódico contemporáneo afirma que Roper reutilizó un marco de velocípedo. Por su parte, Setright y el especialista del motor Roland Brown afirman que Roper usó un marco de madera de nogal construido por Hanlon Brothers y que exhibió su velocípedo en ferias y circos, aunque el ejemplar del Smithsonian tiene una estructura de hierro. Este velocípedo tenía una distancia entre ejes de 1244 mm y dos ruedas de 864 mm de diámetro hechas de bandas de hierro sobre llantas y radios de madera. Tenía una horquilla rígida de hierro forjado, y un manillar sólido con empuñaduras de madera. A diferencia de las modernas empuñaduras, que giran individualmente alrededor del manillar para abrir el acelerador, en el velocípedo Roper era la barra entera la que se giraba con ambas manos, y tenía una función doble. Cuando se giraba hacia adelante, el acelerador se abría, y cuando se giraba hacia atrás, se aplicaba el freno en la rueda delantera. El amplio asiento se situó sobre el depósito de agua, que reproducía la forma del asiento. Una bomba manual transfería el agua de este tanque a la caldera, situada entre las ruedas. Contaba con una chimenea de "aspecto náutico" orientada hacia atrás a la espalda del conductor, con la caja de fuego en la mitad inferior de esta carcasa, que colgaba del bastidor con un resorte para absorber los impactos producidos por la marcha, mientras que dos barras de sujeción unían la parte inferior de la carcasa a la parte posterior del bastidor. Contaba con tres llaves de nivel de agua en el lado izquierdo, cerca de la bomba de agua y una válvula de drenaje en la parte inferior. Los dos cilindros, de aproximadamente 58 mm de diámetro, se ubicaron a cada lado del bastidor, en la parte superior de la caldera cerca de la chimenea, conectados mediante bielas de 64 mm de recorrido con la rueda trasera. El vapor de escape, transportado por un tubo a la base de la chimenea, proporcionaba un tiro forzado.
La versión original del velocípedo de 1868 se atribuye a W.W. Austin de Winthrop (Massachusetts) por algunas de las primeras publicaciones periodísticas, que fueron retomadas en historias posteriores. El autor del motor L. J. K. Setright piensa que Austin era solo el piloto o demostrador de una máquina Roper, y que habría sido identificado erróneamente como su inventor. Austin también se menciona como el propietario, en 1901, tanto del velocípedo Roper de 1867-1869 como de una vieja carretilla de vapor Roper de cuatro ruedas. La información del Smithsonian cita que fue un "Profesor", llamado WW Austin, quien había exhibido un vehículo de vapor Roper de fecha desconocida, lo que provocó la atribución errónea de la invención a Austin en lugar de a Roper. Un velocípedo Roper estuvo en exhibición en el primer Salón del Automóvil de Nueva York en el Madison Square Garden en noviembre de 1900, y nuevamente Austin fue descrito a veces como el inventor.
El velocípedo de Roper de 1867-1869, o uno similar, fue luego entregado al Smithsonian por John H. Bacon, y actualmente se encuentra en la exhibición "América en Movimiento" en el Museo Nacional de Historia Estadounidense (Washington). Es el más antiguo vehículo autopropulsado de carretera que posee el Smithsonian, y el segundo más antiguo en América, después del Dudgeon steamer.

## Versión de 1884-1896
El segundo biciclo de vapor de Roper aparentemente se construyó en 1884, y se desarrolló en 1896, cuando el coronel Albert Augustus Pope, propietario de las bicicletas Pope Columbia, pionero en la fabricación de bicicletas de seguridad (las actuales bicicletas de dos ruedas iguales, que por entonces empezaban a reemplazar a las bicicletas con una gran rueda, más inestables y difíciles de montar), encargó a Roper que construyera un vehículo "marcador de ritmo" para su equipo de carreras de bicicletas. La primera idea fue utilizar motores de gasolina fabricados por de Dion, pero todavía no eran muy fiables y a menudo decepcionaban a los fanáticos de las carreras. Pope suministró un bastidor Columbia a Roper, quien agregó una máquina de vapor de un cilindro mejorada (alimentada por carbón) al centro del bastidor. El peso del vehículo, incluidos el carbón y el agua, era de 68 kg. La máquina de vapor normalmente generaba 150 libras de presión de vapor, pero podía alcanzar 185 libras, lo que el The Boston Globe en 1896 describió como equivalente a 8 hp. Roper era conocido por conducir regularmente esta máquina, a la que llamó 'autopropela', desde su casa en el 299 de Eustis Avenue en Roxbury, hasta Boston Harbor, una distancia de unos 10 km, la autonomía máxima del motor. Roper afirmaba que su máquina podía "escalar cualquier colina y aventajar a cualquier caballo", y la revista American Machinist señaló que "El escape de la chimenea era completamente invisible en lo que al vapor se refiere, y un ligero ruido era perceptible, pero no en una medida desagradable".
Se le pidió a Roper que demostrara su vehículo "autopropulsado" en el velódromo de Charles River, una pista de hormigón para carreras de bicicletas, donde primero compitió con los ciclistas de carreras, luego compitió con el jinete profesional Nat Butler, superando fácilmente a los ciclistas con vueltas programadas de alrededor de 50 km/h por hora. Luego se le animó a efectuar una demostración de velocidad máxima, y se le midió a más de 60 km/h cuando se vio una "palidez repentina" en su cara, y su máquina se detuvo. Roper se cayó de su biciclo, y murió al borde de la pista en presencia de su hijo Charles, por "causas naturales", a los 72 años de edad.
Esta máquina estuvo en exhibición en la década de 1960 en Cars of Yesterday de Bellm, en Sarasota. Un velocípedo Roper de 1894 fue prestado por la colección de la familia RJ Boudeman a la ampliación del Museo Solomon R. Guggenheim en 2001, ocupada por la muestra  The Art of the Motorcycle  hasta el año 2003. Fue la cuarta pieza en exhibición en el Guggenheim de Nueva York en 1998, donde el velocípeo de Michaux-Perreaux había sido la primera máquina que entró en la sala del museo. Más tarde, el velocípedo Roper de la familia Boudeman se exhibió en la Exposición de Motocicletas Deeley 2011 en Vancouver. Se subastó una unidad de 1894 en enero de 2012, alcanzando un precio de 425.000 dólares.